# James Kinney
James Edwin Kinney jr. (Champaign, 11 ottobre 1990) è un cestista statunitense.

## Palmarès
- Campionato slovacco: 1

Inter Bratislava: 2018-2019